# Ром, Юрий Борисович
Ю́рий Бори́сович Ром (12 августа 1940, Горький — 27 мая 1996, там же) — советский и российский флейтист, музыкальный педагог, солист симфонического оркестра Горьковской филармонии, профессор Нижегородской консерватории им. М. И. Глинки, Заслуженный артист РСФСР (1985).

## Биография
В 1957 году Юрий Ром окончил Горьковское музыкальное училище, а в 1963 — Горьковскую консерваторию по кдассу профессора Рафаила Пивоварова. С 1960 года он работал солистом симфонического оркестра Горьковской филармонии. С 1971 года играл также в камерном ансамбле горьковской филармонии «Концертино». Дважды в 1975 и 1984 году он становился в составе оркестра филармонии дипломантом конкурсов симфонических оркестров РСФСР. В 1984 году Ром стал преподавателем, а позже — профессором Горьковской консерватории.
Похоронен на Бугровском кладбище Нижнего Новгорода.